# Майкл Йорк (хокеїст на траві)
Майкл Йорк (англ. Michael York, 16 жовтня 1967) — австралійський хокеїст на траві.
Срібний призер Олімпійських Ігор 1992 року, бронзовий призер 1996, 2000 років, учасник 1988 року.
Переможець Ігор Співдружності 1998 року.
Переможець Трофею чемпіонів 1999 року.